# Alquería de los Frailes

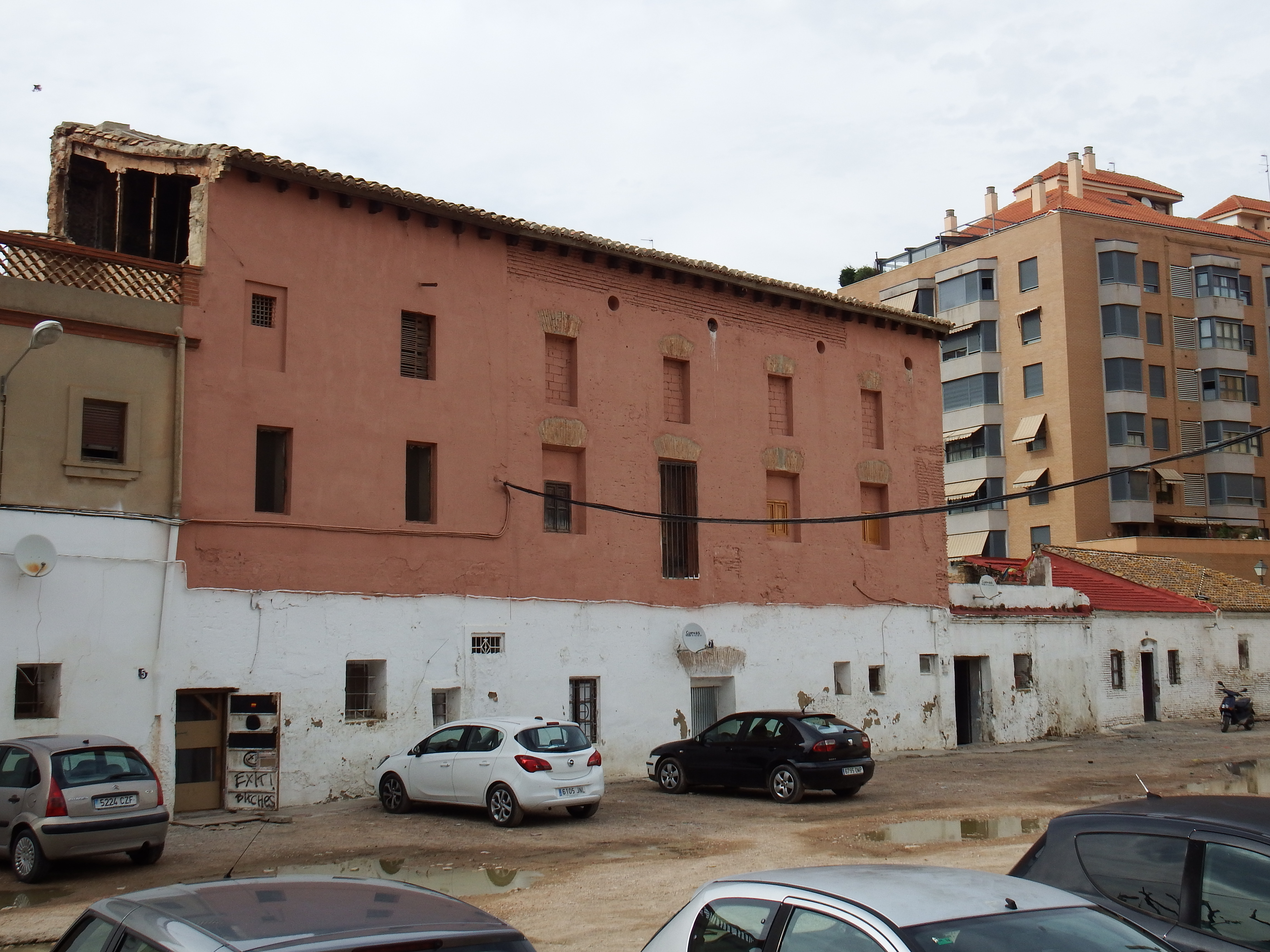
La Alquería de los Frailes en San Isidro (Valencia).

La Alquería de los Frailes, (L'Alqueria dels Frares en valenciano) constituyó un asentamiento humano de la época islámica, era una alquería musulmana perteneciente al señorío de Rebollet. Según el antiguo prior del Monasterio de San Jerónimo de Cotalba, en el año 1411, el caballero Arnau Roger hacía donación de una de las alquerías situadas en el término de Rebollet, en el monasterio de Cotalba y a un hermano suyo quién, finalmente, vendió su parte a los jerónimos de Cotalba, que le daban el topónimo.
La aldea de la Alquería de los Frailes, antes de Don Císcar, fue finalmente vendida, en 1513, al Señor de Oliva Serafín de Centelles, razón por la cual acabó integrándose en pleno dominio en el condado de Oliva. Se emplazaba en el cruce del camino de Rafelcofer a la *marjal de Piles y el antiguo camino real de Gandía en Oliva. La Vicaría de Rafelcofer fue creada el 1535 en el marco de aquel último intento para controlar y cristianizar a los mudéjares, de la parte norte del término de Rebollet; las Alquerías y el Alcudiola, entonces ya bautizados a la fuerza.
Quedó despoblada con la expulsión de los moriscos cuando contaba con unos 36 fuegos o casas, es decir, unos pocos más que la Alquería de la Condesa, que sí fue repoblada y que contó con una carta puebla de 1611. La Alquería de la Condesa provenía de una fundación posterior a la Alquería de los Frailes, que también era llamada la Alquería Nueva y fue creada hacia 1480.